# 邑城镇
邑城镇，是中华人民共和国河北省邯郸市武安市下辖的一个乡镇级行政单位。地处武安市东北部，东与永年区交界，南与北安乐乡为邻，西与矿山镇、大同镇相接，北与沙河市接壤。

## 行政区划
邑城镇下辖以下地区：
邑城三街村、邑城一街村、邑城二街村、邑城四街村、白府村、南沟村、得意村、赵店村、丰里村、西阳苑村、西万善村、东万善村、西三里村、东三里村、曹湾村、韩二庄村、南峭河村、北峭河村、杨屯村、南常顺村、北常顺村、溪家庄村、紫罗村、东阳苑村和中阳苑村。

## 中国传统村落
- 白府村